# Scalatore (ciclismo)

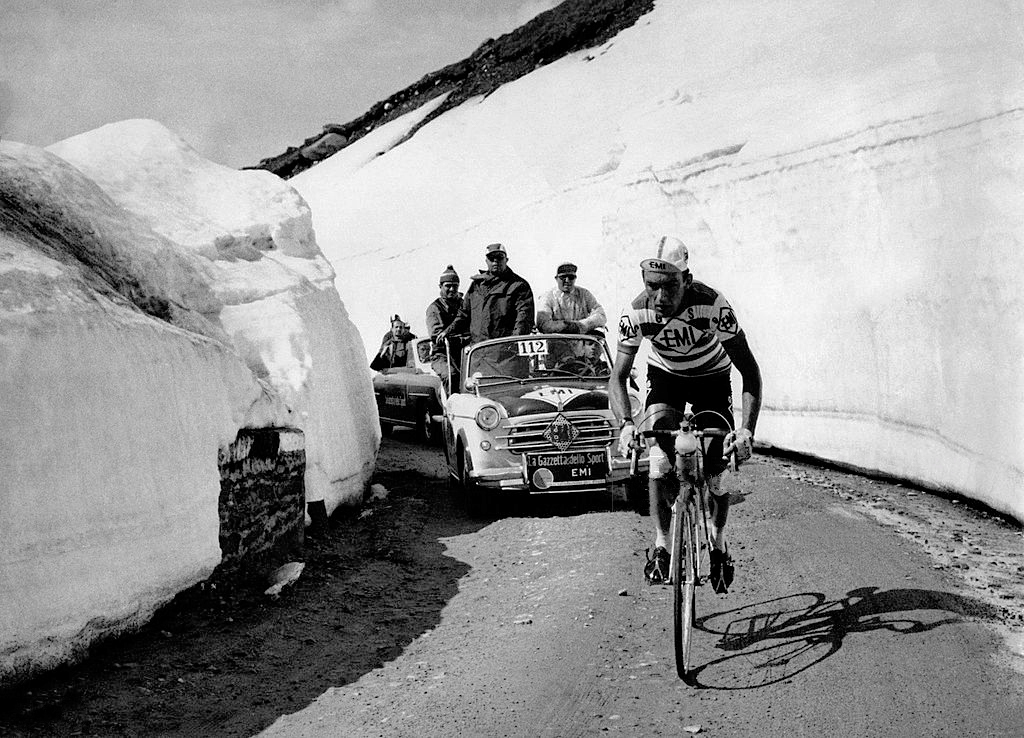
Charly Gaul in azione sul Piccolo San Bernardo al Giro d'Italia 1959

Nello sport del ciclismo su strada, lo scalatore è il corridore specializzato nelle corse e nelle tappe in salita, in particolare quando le pendenze si fanno molto ripide. Spesso per riferirsi ad uno scalatore si usa il francesismo grimpeur.

## Descrizione
Lo scalatore puro è generalmente un atleta di statura non eccessiva, leggero e dalla muscolatura reattiva, capace di alzarsi sui pedali e scattare in salita per distanziare i passisti, i quali di solito affrontano le tappe di montagna ad un'andatura più regolare, spesso seduti sul sellino. I passisti-scalatori hanno caratteristiche intermedie tra le due.
Gli scalatori sono fra i protagonisti più amati dal pubblico nelle grandi corse a tappe, i cosiddetti grandi giri - vale a dire il Giro d'Italia, il Tour de France e la Vuelta a España - per l'entusiasmo che i loro scatti e le loro fughe solitarie scatenano negli spettatori e nei tifosi. Tuttavia, non molti sono gli scalatori puri che sono riusciti ad imporsi nei grandi giri, soprattutto a causa della loro scarsa competitività nelle frazioni a cronometro.
Le grandi corse a tappe premiano gli scalatori con classifiche dedicate:
- il Giro d'Italia assegna la maglia azzurra;
- il Tour de France assegna la maglia a pois;
- la Vuelta a España assegna la maglia bianca a pois blu.

Tra i più celebri scalatori che hanno fatto la storia del ciclismo vengono annoverati Alfredo Binda, Gino Bartali, Federico Bahamontes, Charly Gaul e Marco Pantani. Si elencano tra gli specialisti della montagna anche René Pottier, Lucien Buysse, Vicente Trueba, René Vietto, Fausto Coppi, Imerio Massignan, Eddy Merckx, Luis Ocaña, José Manuel Fuente, Lucien Van Impe, Claudio Chiappucci, Miguel Indurain, Alberto Contador, Vincenzo Nibali, Chris Froome, Nairo Quintana, Richard Carapaz, Egan Bernal, Tadej Pogačar e Jonas Vingegaard.

## Galleria d'immagini

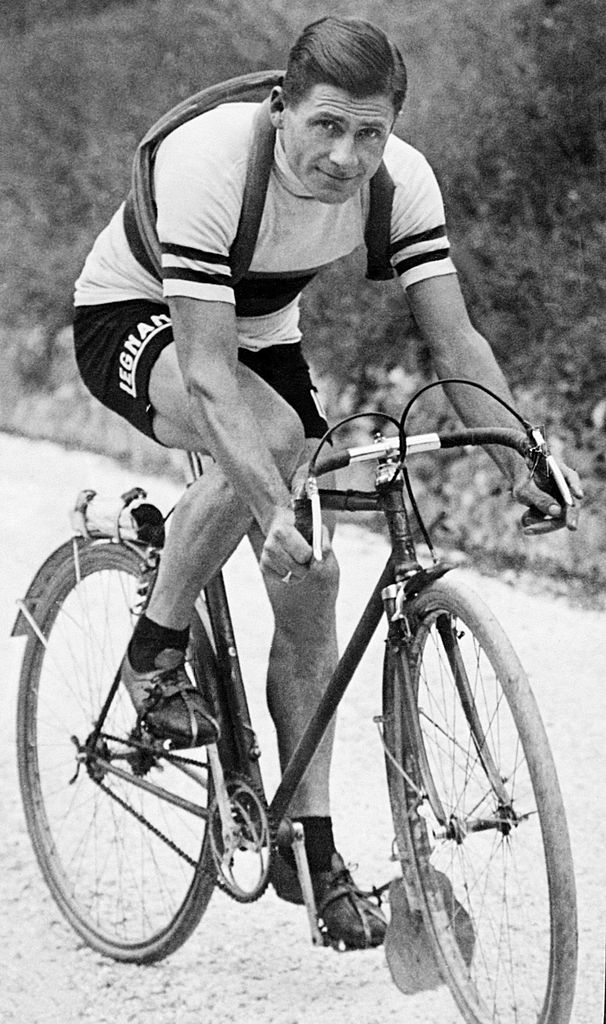
Alfredo Binda
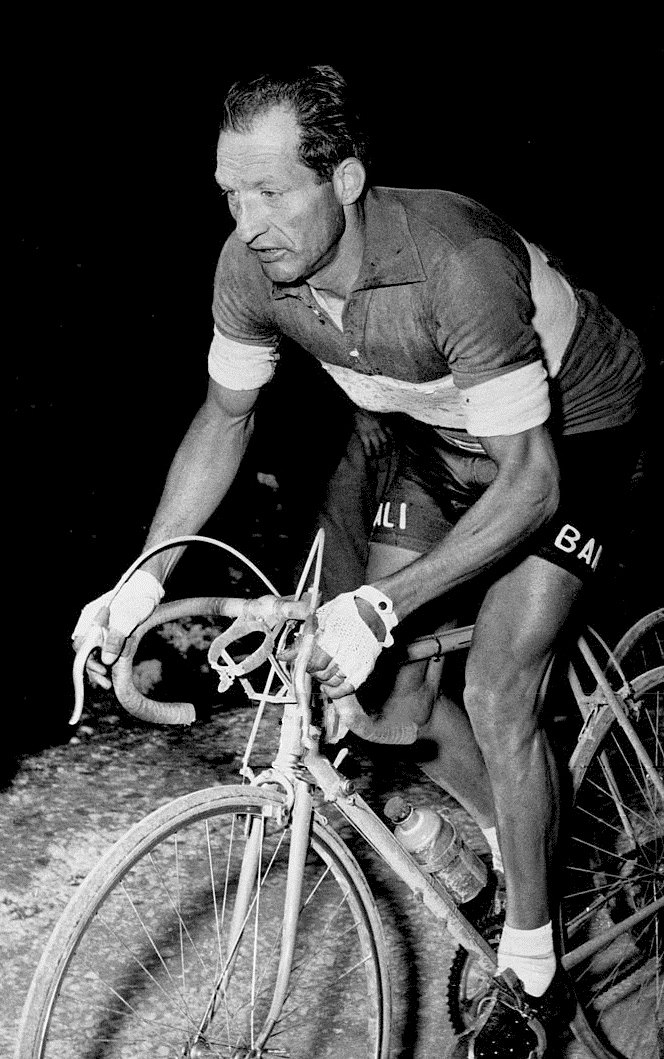
Gino Bartali
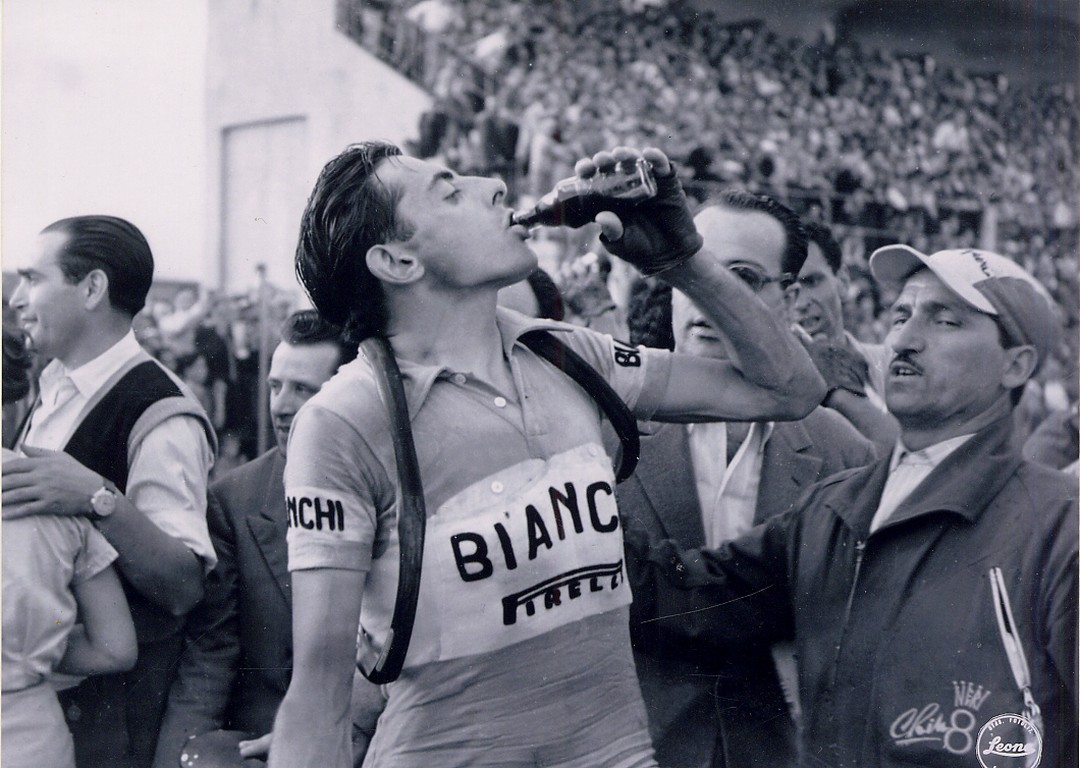
Fausto Coppi
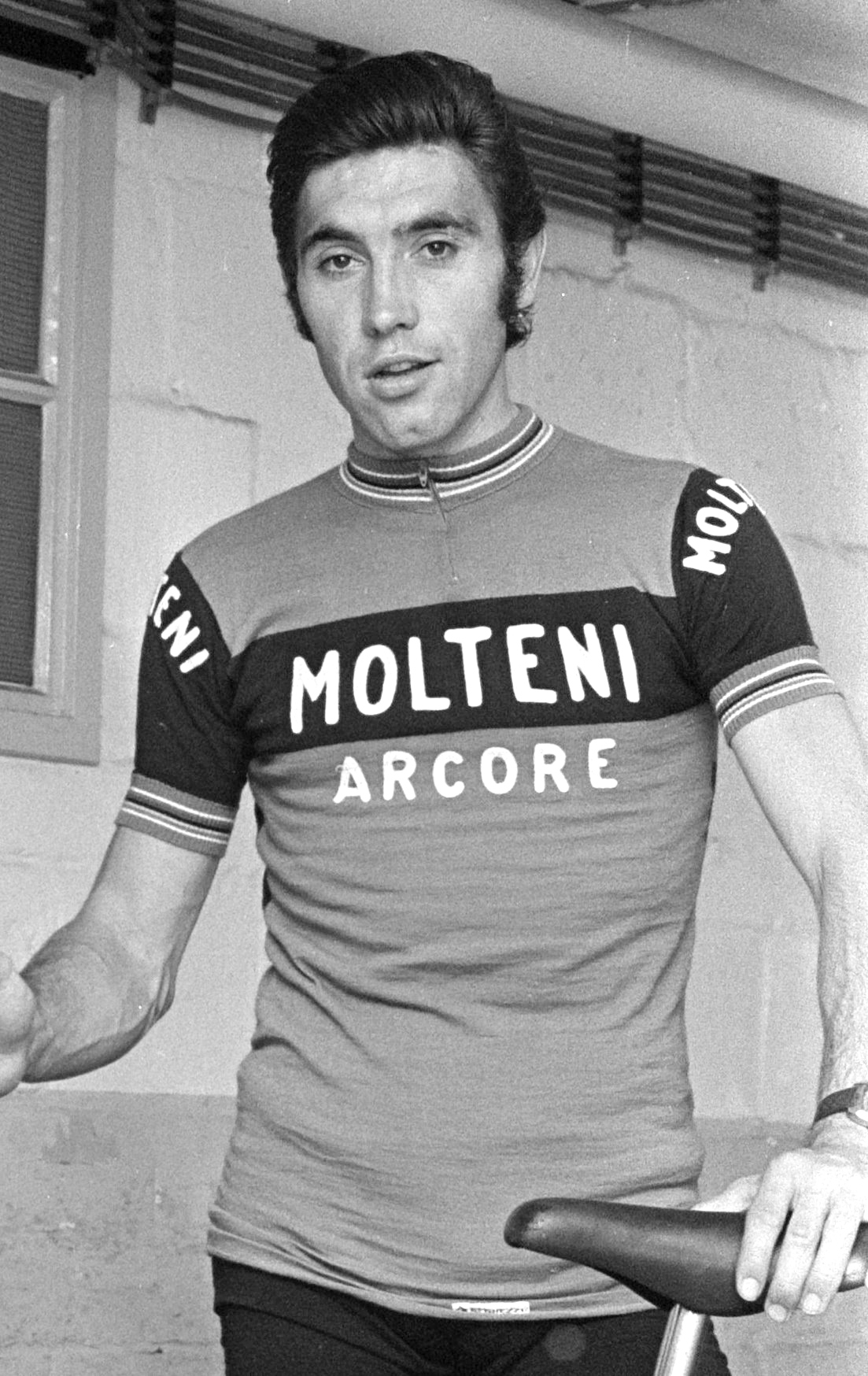
Eddy Merckx
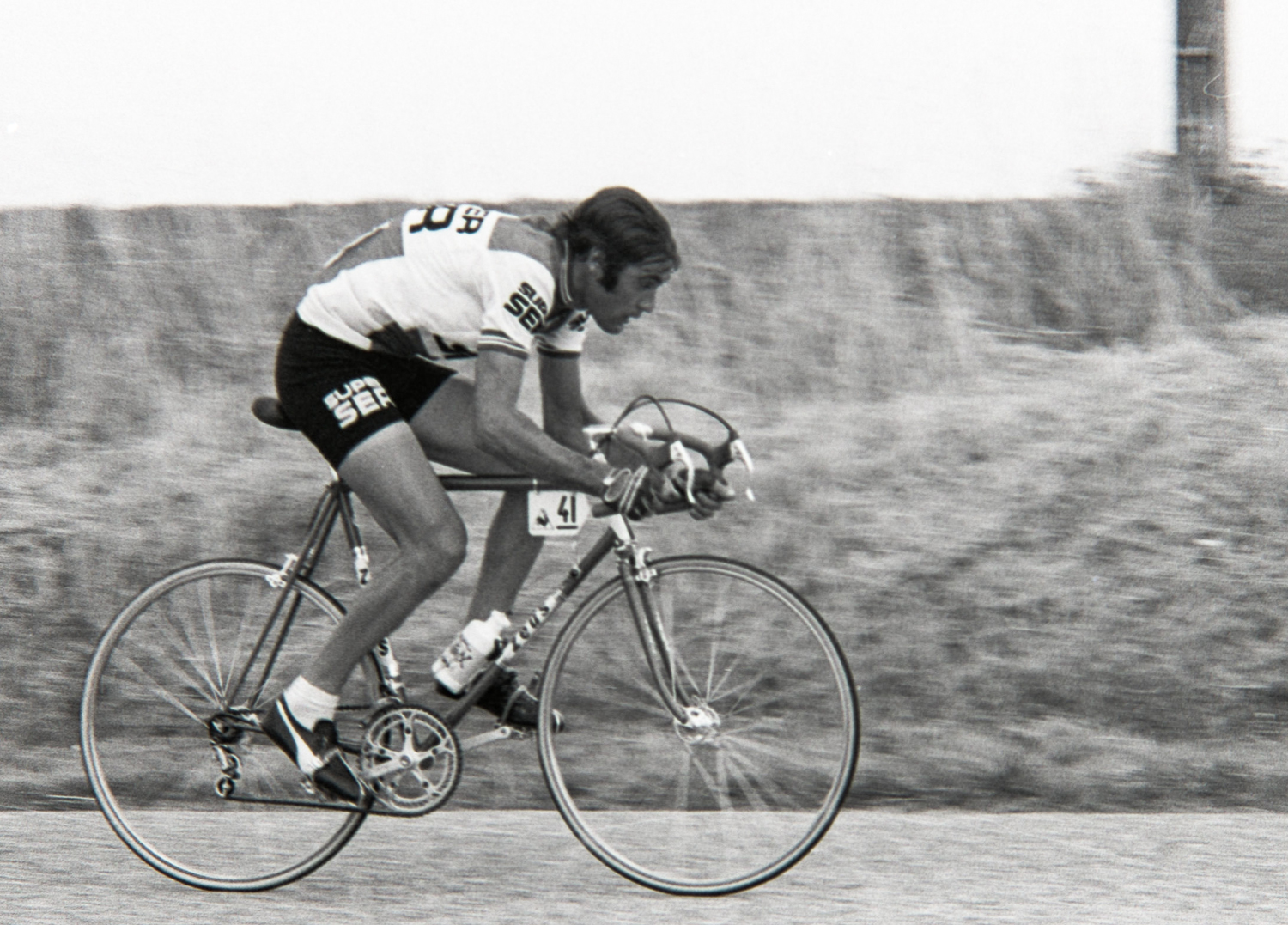
Luis Ocaña
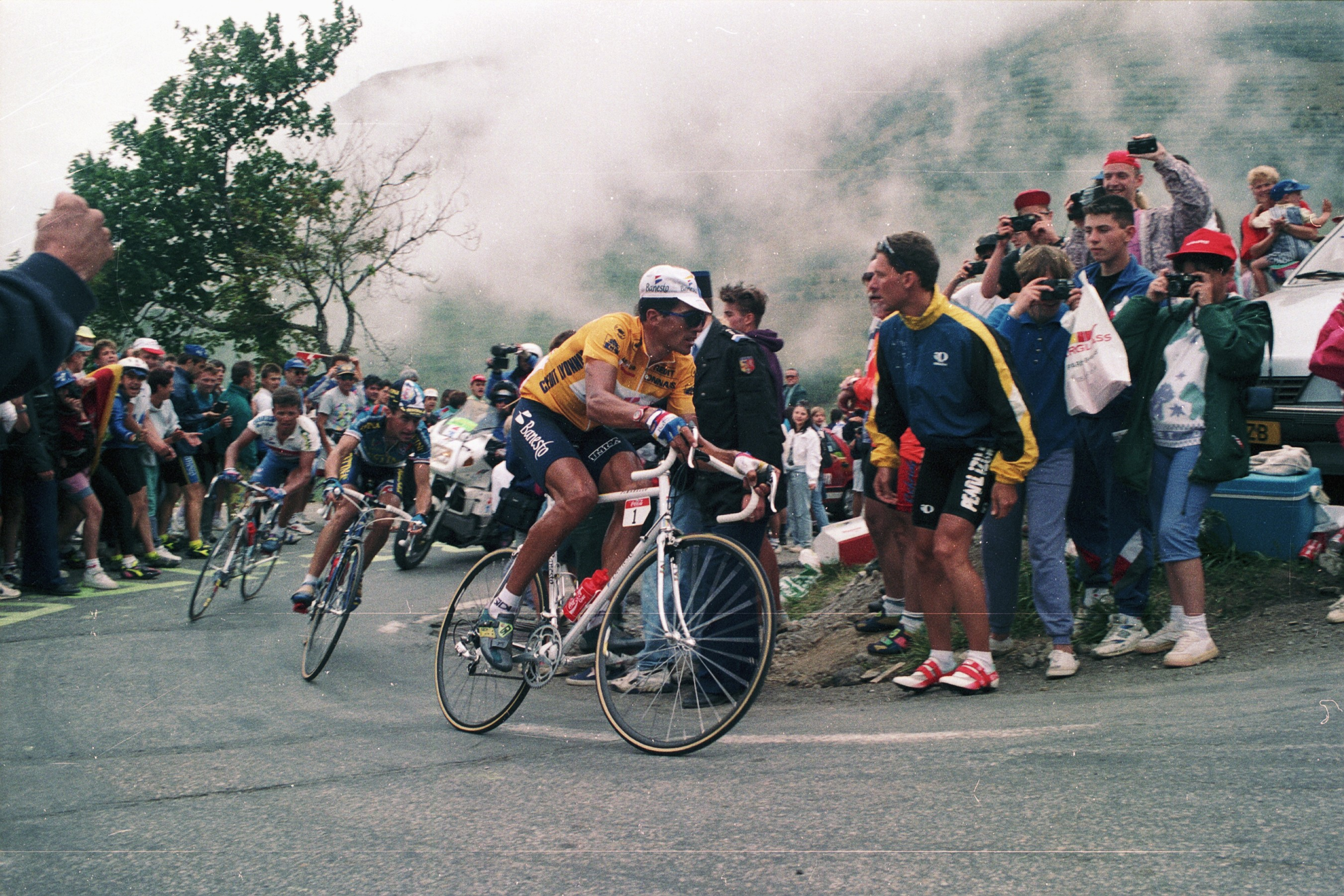
Miguel Indurain
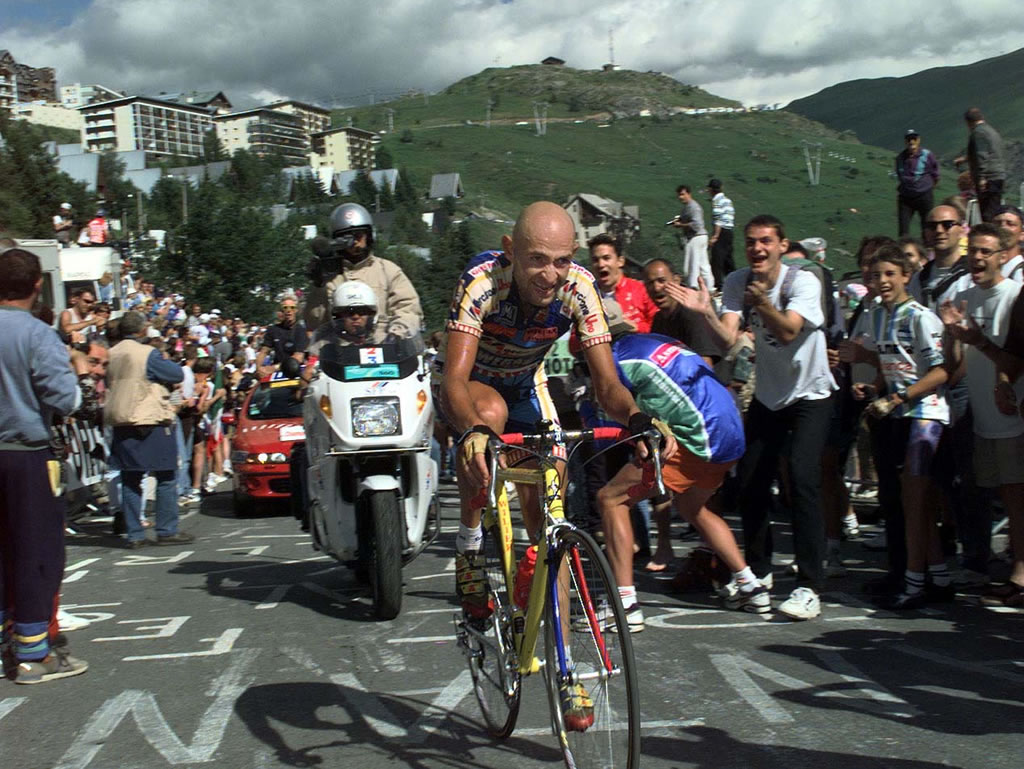
Marco Pantani
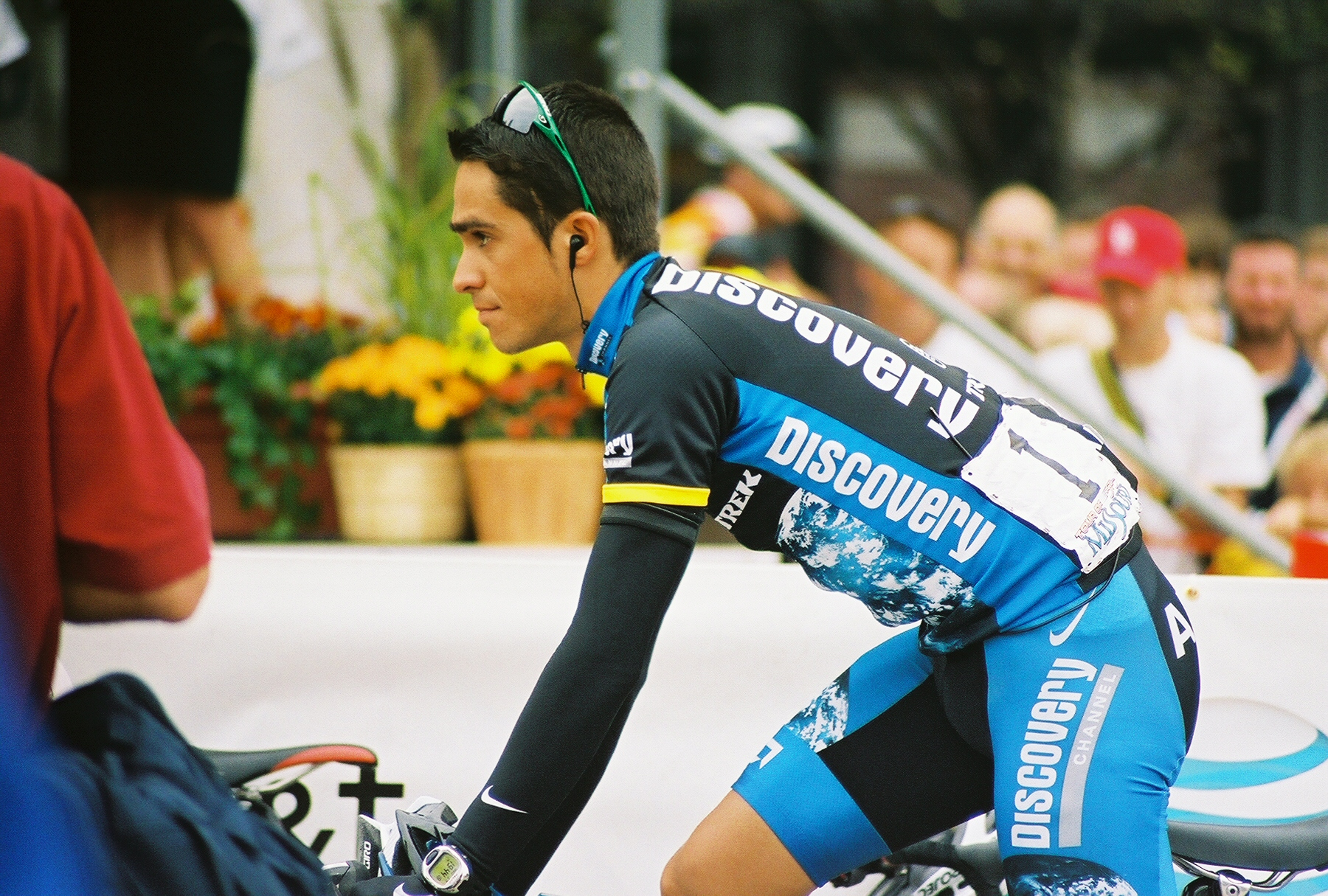
Alberto Contador
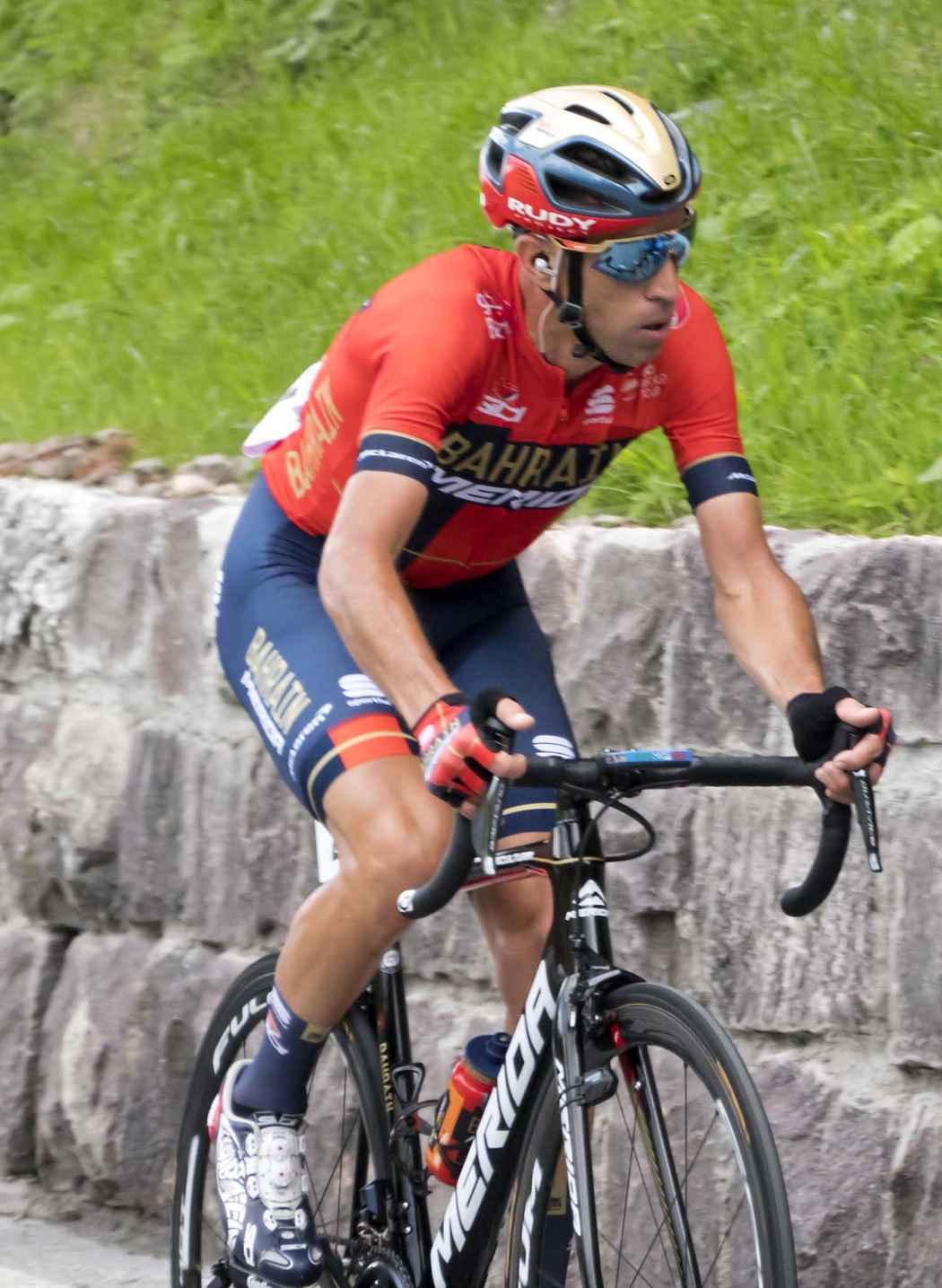
Vincenzo Nibali
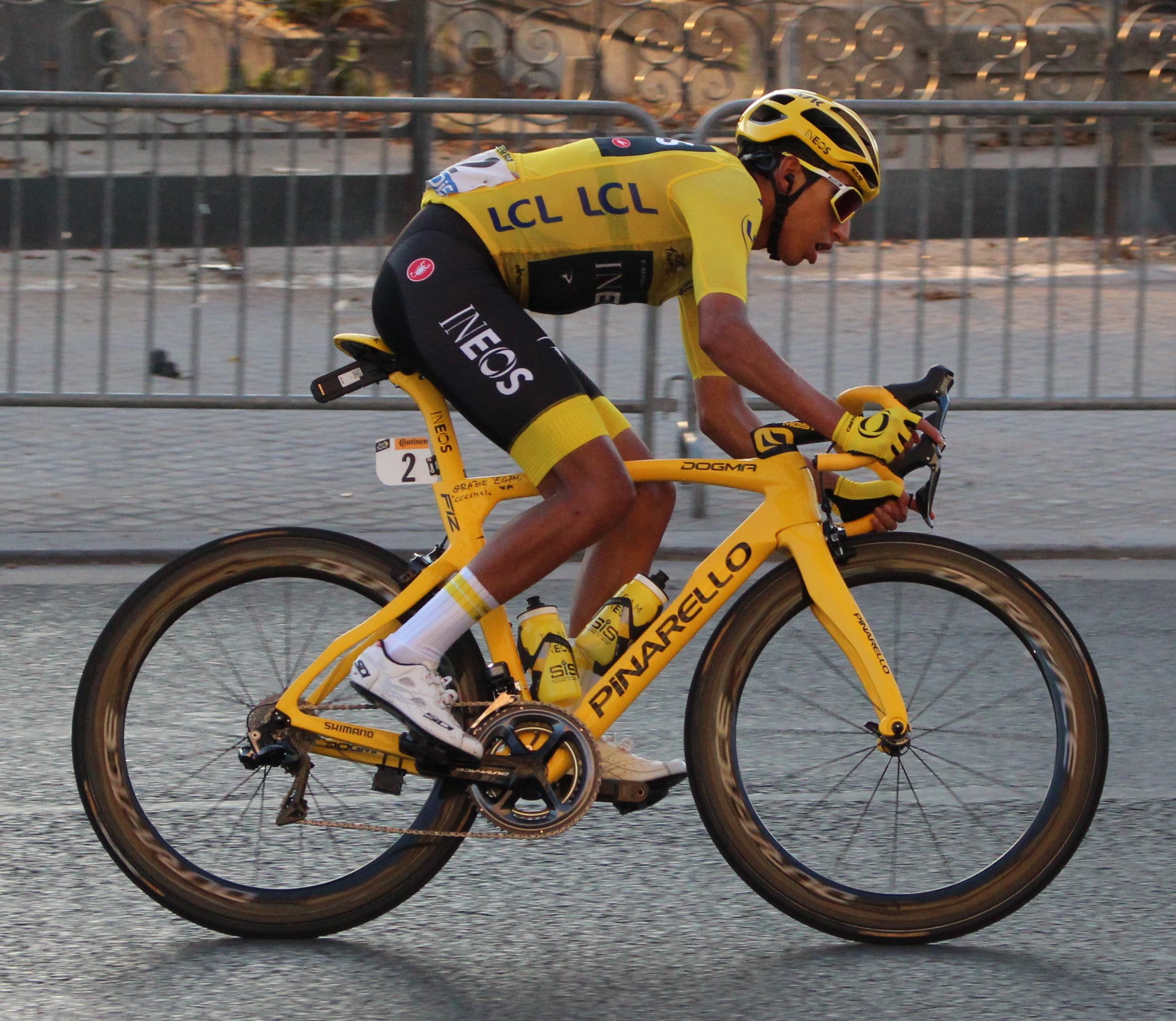
Egan Bernal
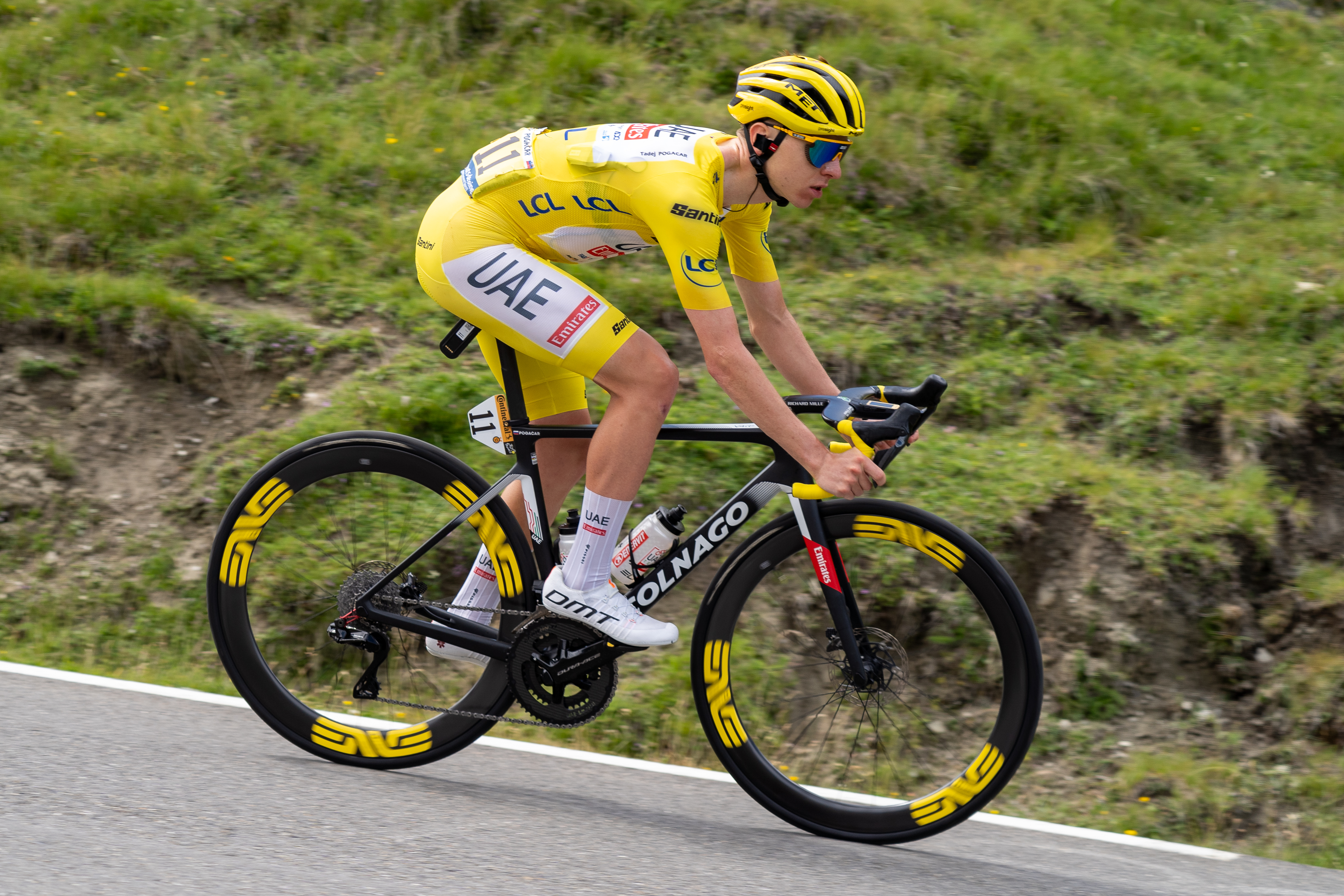
Tadej Pogačar
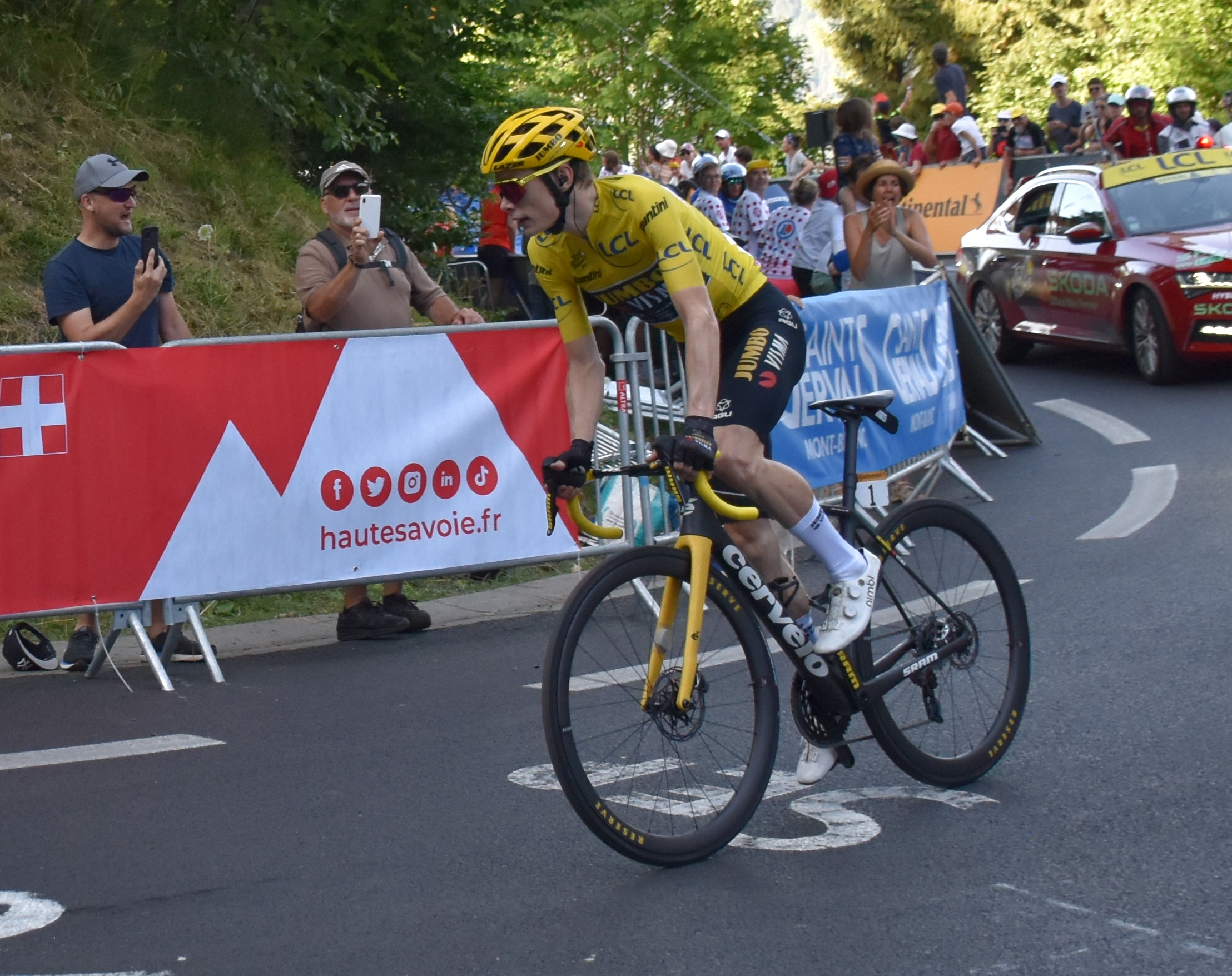
Jonas Vingegaard